# Rammstein in Paris
Rammstein in Paris is de derde live-opname van de Duitse metalband Rammstein, opgenomen in het Parijse Bercy in Maart 2012.
De opname werd geregisseerd door Jonas Åkerlund, en was te zien in 2017 in verscheidene bioscoopzalen, waar de ticketverkoop via de officiële website verliep.
Het betreft een onderdeel van de 'Made in Germany' - tour van de band. Made in Germany is het Best of album, waar nummers van Sehnsucht tot Liebe Ist Für Alle Da opstaan en een nieuw nummer 'Mein Land'

## Tracklist
1. Intro 5:45
2. Sonne 5:01
3. Wollt ihr das Bett in Flammen sehen? 5:01
4. Keine Lust 4:10
5. Sehnsucht 4:25
6. Asche zu Asche 4:07
7. Feuer frei! 3:34
8. Mutter 5:22
9. Mein Teil 7:44
10. Du riechst so gut 5:29
11. Links 2-3-4 5:02
12. Du hast 4:18
13. Haifisch 6:57
14. Bück dich 7:55
15. Mann gegen Mann 4:16
16. Ohne dich 8:14
17. Mein Herz brennt 5:06
18. Amerika 4:55
19. Ich will 4:04
20. Engel 5:16
21. Pussy 15:05
22. Frühling in Paris 6:21

## Release
Rammstein bracht deze opname in zeven verschillende versies uit:
- Limited Edition
- Special Edition
- Deluxe Box Edition
- Standard Edition
- CD
- Digitaal (downloadbare versie)

## Trivia
- Made in Germany-tour bevatte 78 concerten in Europa, 21 in Noord-Amerika.
- Het podium dat werd gebruikt voor deze tour was 24 meter lang en 15 meter hoog. Het materiaal dat hiervoor werd gebruikt was staal.
- Met een totaal van meer dan 100 luidsprekers en een PA-systeem van 380.000 watt, was voor deze tour door 25 vrachtwagens en 125 crewleden voorzien.
- Ze brachten enkele nummers ook op hun officiële Youtube-channel uit.